# O Jogo do Anjo
O Jogo do Anjo é o titulo do livro do autor espanhol Carlos Ruiz Zafón, o seu exitoso romance anterior A Sombra do Vento, porém o tempo interno da trama de O Jogo do Anjo é anterior. Foi publicado na Espanha no 17 de abril de 2008. A venda inicial prevista bateu todos os registros editoriais do país, com um milhão de exemplares.
O Jogo do Anjo é a segunda entrega de um ciclo de quatro romances interligados ambientadas em Barcelona misteriosa e gótica que vai da era da revolução industrial ate os anos posteriores á guerra civil espanhola. Os quatro relatos independentes e auto-suficientes em si mesmo, compartilharão alguns personagens e cenários como o cemitério dos livros esquecidos, a família Sempere e sua livraria, o senhor Barceló, Isaac Monfort, o guardião, e Don Anacleto, vizinho dos Sempere.

## Sinopse
"Um escritor nunca esquece a primeira vez em que aceita algumas moedas ou um elogio em troca de uma história. Nunca esquece a primeira vez em que sente o doce veneno da vaidade no sangue e começa a acreditar que, se conseguir disfarçar sua falta de talento, o sonho da literatura será capaz de garantir um teto sobre sua cabeça, um prato quente no final do dia e aquilo que mais deseja: seu nome impresso num miserável pedaço de papel que certamente vai viver mais do que ele. Um escritor está condenado a recordar esse momento porque, a partir daí, ele está perdido e sua alma já tem um preço."
Assim começa O Jogo do Anjo, livro em que o catalão Carlos Ruiz Zafón explora novos ângulos da cidade onde ambientou A Sombra do Vento, sucesso que já ultrapassou a marca dos 10 milhões de exemplares vendidos em todo o mundo desde o seu lançamento, em 2001.
Maior lançamento do mercado editorial espanhol de 2008, O Jogo do Anjo chegou às livrarias do país com uma tiragem recorde de mais de um milhão de exemplares. No Brasil, primeiro país a publicar uma tradução do romance, o livro sai pelo selo Suma de Letras com tiragem inicial de 80 mil exemplares. Já lançado na Argentina, Chile, Colômbia e México, a obra figura no topo das listas de livros mais vendidos desses países.
Enquanto guia seus leitores por cenários familiares, como a pequena livraria Sempere e Filhos e o mágico Cemitério dos Livros Esquecidos, Zafón constrói uma história que mistura o amor pelos livros, a paixão e a amizade. O autor conta que se permitiu brincar com o formato da obra, que combina diferentes estilos: “O Jogo do Anjo é, a meu ver, uma história de mistério e romance que, como a A Sombra do Vento, explora e combina numerosos gêneros, técnicas e registros. É novamente uma história de livros, de quem os faz, de quem os lê e de quem vive com eles, através deles e até contra eles. É uma história de amor, amizade e, em alguns momentos, sobre o lado obscuro de cada um de nós. Pelo menos essa é minha ambição, oferecer ao leitor uma experiência intensa e convidá-lo ao jogo da literatura.”
O protagonista e narrador do romance é David Martín, um jovem escritor que vive em Barcelona na década de 20. Aos 28 anos, desiludido no amor e na vida profissional e gravemente doente, o escritor David vive  sozinho num casarão em ruínas. É quando surge Andreas Corelli, um estrangeiro que se diz editor de livros. Sua origem exata é um mistério, mas sua fala é suave e sedutora. Ele promete a David muito dinheiro, e sua simples aparição parece devolver a saúde ao escritor. Contudo, o que ele pede em troca não é pouco. E o preço real dessa encomenda é o que David precisará descobrir.
O Jogo do Anjo traz alguns dos personagens de A Sombra do Vento. No entanto, de acordo com o autor, o livro não é uma continuação de sua obra anterior, mas sim uma segunda investida em uma narrativa “centrada em um mesmo universo literário. É como uma caixinha chinesa, um labirinto de ficção em que há quatro portas de entrada”.